# Stanze della Memoria
Le Stanze della Memoria dal 2007 costituiscono un percorso museale e didattico situato nei locali della ex Casermetta della Repubblica Sociale Italiana di Siena, che fu luogo di interrogatori e torture degli antifascisti senesi fino alla Liberazione. 

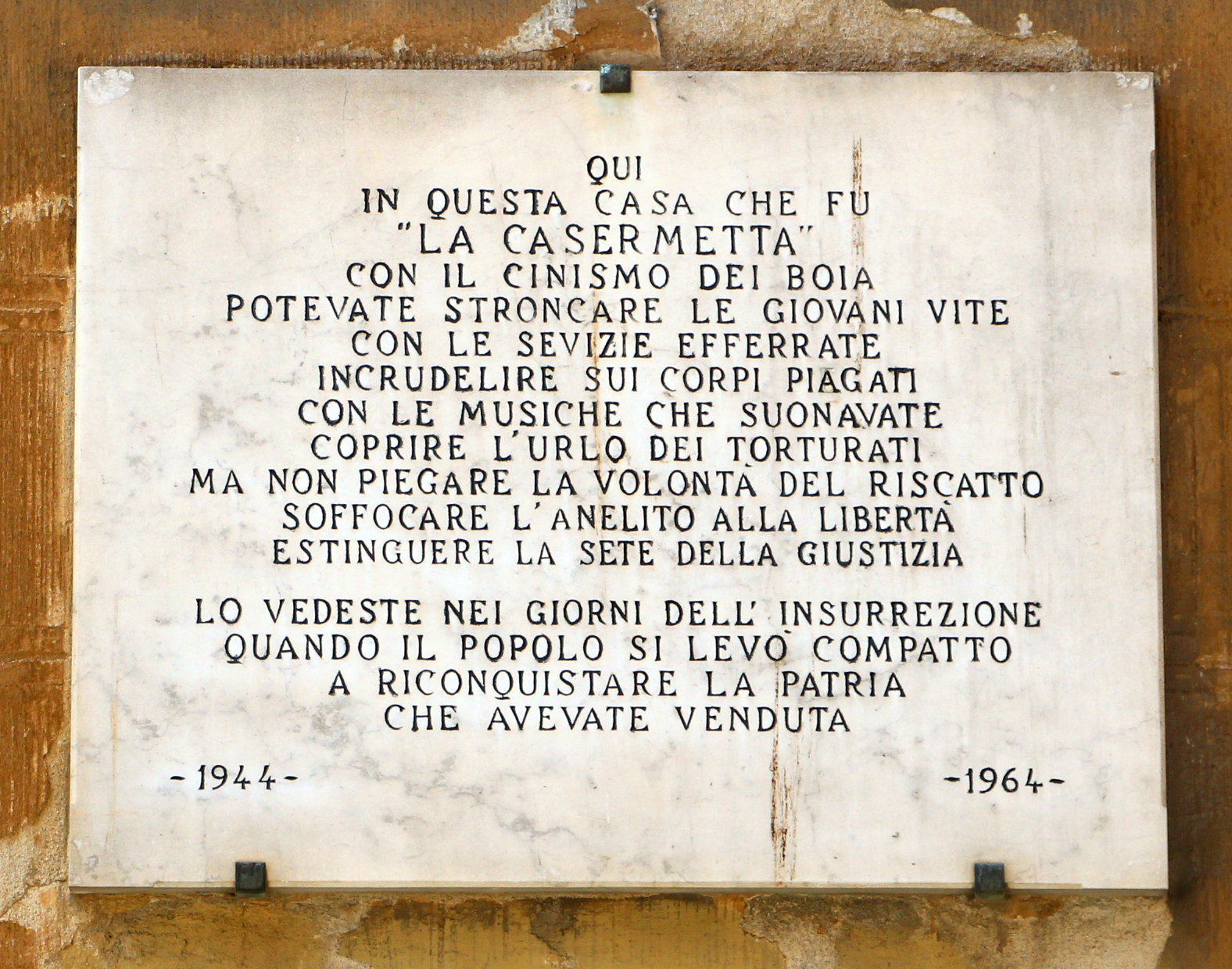
Lapide posta a lato dell'ingresso alla Casermetta

## LaCasermetta
La Casermetta era parte di una villa cittadina (Palazzo Ciacci) di proprietà del Monte dei Paschi di Siena; venne donata al partito fascista che ne fece la propria sede dagli anni '30 fino alla Liberazione. Oltre ad essere stata teatro di torture e sevizie nei confronti degli antifascisti senesi, fu il luogo da cui partirono spedizioni stragiste contro i partigiani della provincia di Siena. 

## Percorso museale

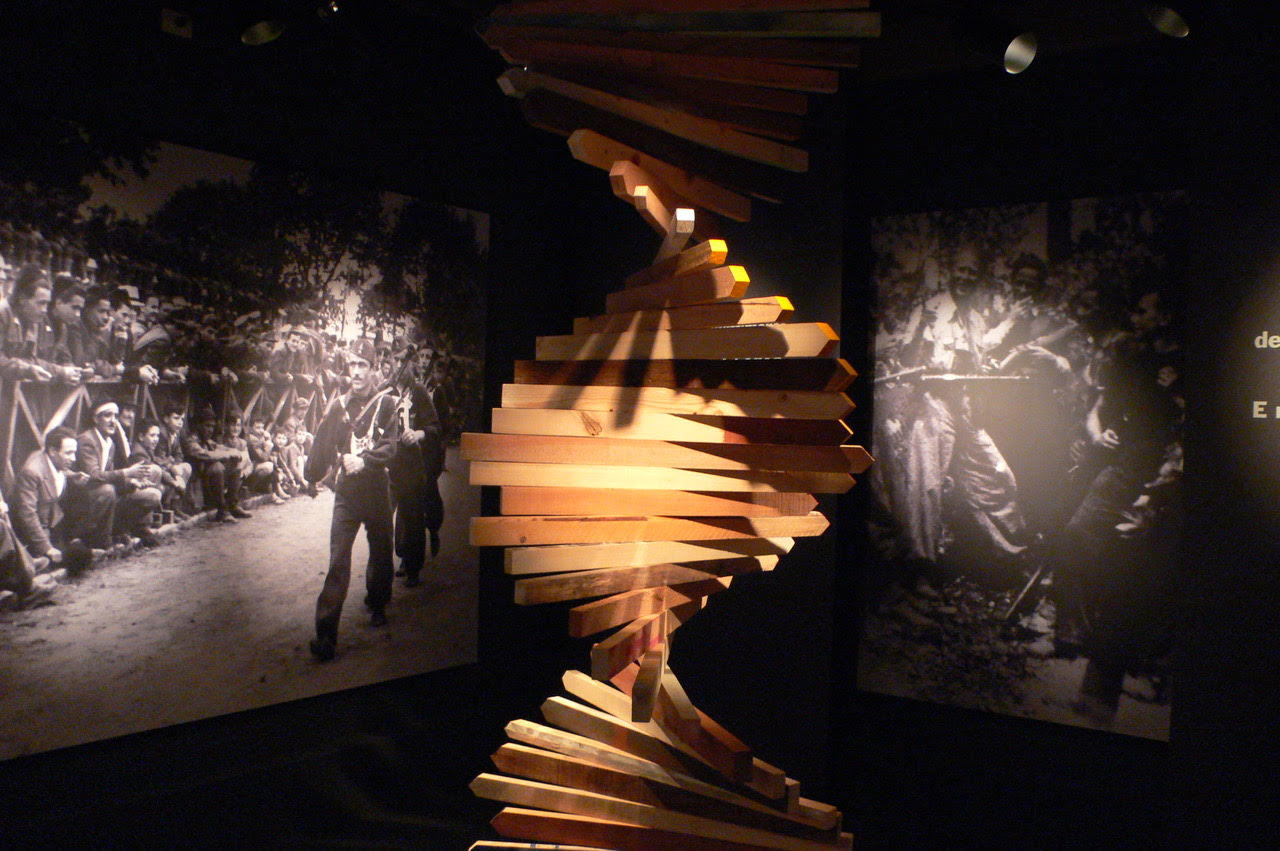
Installazione all'interno del museo Stanze della memoria

Attraverso documenti scritti e fotografici si ripercorre la storia della città di Siena del primo novecento, soffermandosi sul ventennio fascista, la Resistenza e la Liberazione. 

## Attività didattica
Le Stanze svolgono attività con studenti delle scuole di ogni ordine e grado. Sono uno spazio laboratoriale dove vengono avviati specifici progetti di ricerca, visionati documentari storici, organizzati seminari e percorsi di apprendimento tematici su un pezzo di storia senese (1920-1945); particolare attenzione viene rivolta alla divulgazione della Costituzione della Repubblica Italiana nata dall'antifascismo.